# Russische Bandynationalmannschaft der Herren
Die russische Bandynationalmannschaft der Herren präsentiert Russland bei internationalen Spielen im Bandy. Russland nahm 1993 das erste Mal an einer Weltmeisterschaft im Bandy teil. Zuvor spielten russische Spieler in der Nationalmannschaft der Sowjetunion. Seit 1993 gewann Russland bei jeder Weltmeisterschaft eine Medaille, darunter zwölfmal Gold in den Jahren 1999, 2001, 2006, 2007, 2008, 2011, 2013, 2014, 2015, 2016, 2018 und 2019.

## Weltmeisterschaften
| Jahr | Austragungsort             | Platz    |
| ---- | -------------------------- | -------- |
| 1993 | Hamar                      | 2. Platz |
| 1995 | Roseville                  | 2. Platz |
| 1997 | mehrere Austragungsorte    | 2. Platz |
| 1999 | Archangelsk                | 1. Platz |
| 2001 | Haparanda/ Oulu            | 1. Platz |
| 2003 | Archangelsk                | 2. Platz |
| 2004 | mehrere Austragungsorte    | 3. Platz |
| 2005 | Kasan                      | 2. Platz |
| 2006 | mehrere Austragungsorte    | 1. Platz |
| 2007 | Kemerowo                   | 1. Platz |
| 2008 | Moskau                     | 1. Platz |
| 2009 | mehrere Austragungsorte    | 2. Platz |
| 2010 | Moskau                     | 2. Platz |
| 2011 | Kasan                      | 1. Platz |
| 2012 | Almaty                     | 2. Platz |
| 2013 | / mehrere Austragungsorte  | 1. Platz |
| 2014 | Irkutsk                    | 1. Platz |
| 2015 | Chabarowsk                 | 1. Platz |
| 2016 | Uljanowsk und Dimitrowgrad | 1. Platz |
| 2017 | Sandviken                  | 2. Platz |
| 2018 | Chabarowsk und Harbin      | 1. Platz |
| 2019 | Vänersborg                 | 1. Platz |

## Bekannte Spieler
- Pawel Jakowlewitsch Franz (* 1968)
- Jewgeni Alexandrowitsch Iwanuschkin (* 1979)
- Sergei Sergejewitsch Lomanow (* 1980)

Biathlon |
Boxen |
Judo |
Ringen
Männer:  
Bandy |
Basketball |
Beachsoccer |
Curling |
Eishockey |
Fußball |
Futsal |
Handball |
Hockey |
Rugby-League |
Rugby-Union |
Siebener-Rugby |
Tennis |
Volleyball |
Wasserball
Frauen:  
Bandy |
Basketball |
Beachsoccer |
Curling |
Eishockey |
Fußball |
Futsal |
Handball |
Hockey |
Rugby-Union |
Siebener-Rugby |
Tennis |
Volleyball |
Wasserball
Herren:
Belarus |
Deutschland |
Estland |
Finnland |
Japan |
Kanada |
Kasachstan |
Kirgisistan |
Lettland |
Mongolei |
Niederlande |
Norwegen |
Russland |
Schweden |
Somalia |
Ukraine |
Ungarn |
Vereinigte Staaten
Ehemalige Nationalmannschaften:
Sowjetunion
Damen:
Finnland |
Schweden |
Norwegen |
Russland |
Vereinigte Staaten |
Kanada |
Ungarn